# 紀安雄
紀安雄（日语：／ Ki no Yasuo，822年—886年7月3日）是日本平安時代前期貴族和儒學者，氏姓最初是苅田直，後來改為紀朝臣，父親是苅田種繼。官位為從五位上周防守。

## 出自
苅田氏（苅田首）祖籍為讚岐國苅田郡（現香川縣觀音寺市和三豐市一帶），是以武内宿禰之孫田鳥宿禰為祖先，自稱為紀氏一族的豪族。安雄的父親是讚岐的國人，擔任從五位下助教的苅田種繼。

## 經歷
安雄最初是明經得業生，後來在天安2年（858年）於明經試及第，升至從六位下，出任直講。天安3年（859年），安雄接替辭任的廣宗安人，出任存問兼領渤海客使，負責接待渤海使的事宜。貞觀4年（862年），安雄與一族的氏雄和今雄等人，將根據地從苅田郡移至左京（京都府京都市左京區）。貞觀5年（863年），安雄升至外從五位下，並且與其他有學識的公卿大夫等一同編撰貞觀格式。
期間，作為儒學者的安雄在釋奠禮上，分別講解了《毛詩》（貞觀2年（860年））、《御注孝經》（貞觀4年（862年））和《周易》（貞觀8年（866年））。
貞觀9年（867年）正月，安雄升至內位的從五位下，並且在同年11月上奏自己為武内宿禰後裔，並且改姓紀朝臣。貞觀11年（869年），他獲任命為勘解由次官兼下野介。同年4月，安雄與大納言藤原氏宗等一同完成格式編寫，向清和天皇呈上貞觀格，及後於貞觀13年（871年）再呈上貞觀式。貞觀16年（874年），他升至從五位上。
其後，安雄出任主計頭後在貞觀19年（877年）轉為擔任地方官，就任武藏守。在其執政下，凡事從簡，並且重視施予恩惠，官人和民眾均感到非常滿足。武藏守任期結束後，安雄重返平安京，並且在元慶6年（882年）出任鑄錢長官兼周防守，但再未能如擔任武藏守時一樣獲得好評。仁和2年5月28日（886年7月3日），安雄死去，享年65歲。最終官位是前周防守從五位上。

## 人物
安雄自幼學業成績便備受好評。性格優哉悠哉，對凡事也不會有什麼意見。他精通經學的同時，修飾美化詩歌和文章的字詞亦駕輕就熟，重陽時曾經作為文人而獲召見。

## 官歷
- 天安2年（858年） 
  - 9月15日：從六位下
  - 日期不詳：直講
- 天安3年（859年） 
  - 2月7日：存問兼領渤海客使
  - 時期不詳：從六位上
- 貞觀4年（862年） 5月13日：正六位上
- 貞觀5年（863年） 正月7日：外（日语：外位）從五位下
- 貞觀9年（867年） 正月7日：從五位下。
- 時期不詳：助教（日语：明経博士）
- 貞觀11年（869年） 
  - 2月16日：勘解由次官
  - 日期不詳：勘解由次官兼下野介
- 貞觀12年（870年） 2月21日：勘解由次官兼下野介、助教
- 貞觀16年（874年）：從五位上
- 貞觀18年（876年）：主計頭（日语：主計寮）
- 貞觀19年（877年）：武藏守（日语：武蔵国司）
- 元慶6年（882年）：鑄錢長官（日语：鋳銭司）兼周防守